# Långö udden
Långö udden är en halvö i Finland. Den ligger i landskapet Egentliga Finland, i den sydvästra delen av landet, 200 km väster om huvudstaden Helsingfors. Långö udden ligger på ön Långö.